# Sindicato de Trabajadores Petroleros de la República Mexicana
El Sindicato de Trabajadores Petroleros de la República Mexicana es el sindicato petrolero mexicano que agremia a los trabajadores en categoría de sindicalizados, que trabajan en Petróleos Mexicanos (Pemex) y organismos subsidiarios; con diferentes secciones en la República Mexicana.

## Historia
El Sindicato de Trabajadores Petroleros en la República Mexicana se constituyó en 1935, cuyos antecedentes se remontan a 1915. Hasta enero de 1989 se llamó Sindicato Revolucionario de Trabajadores Petroleros de la República Mexicana
Durante el período del presidente Luis Echeverría Álvarez (1970-1976) hubo diversas movilizaciones gremiales, incluidos los sindicatos de ferrocarrileros y del petróleo.  En 1976, el presidente accedió a dar al sindicato las plazas de profesionistas, técnicos e ingenieros, quienes tenían puestos de mando como superintendentes y gerentes en los pozos y plantas. Esos puestos hasta entonces eran puestos de confianza.
En el año 2001 se investigó la participación del sindicato en el conflicto postelectoral llamado Pemexgate.
En 2019 surge Petroleros de México (Petromex) es el primer sindicato de Pemex que se constituyen en 80 años, desde 1935,  después del STPRM, acabando con el monopolio que este tenía. Ha sido reconocido por la STPS y Pemex, con Yolanda Morales como su primera secretaria general. Por primera vez en 86 años los trabajadores de Pemex podrán elegir si afiliarse al STPRM o a Petromex.

## Organización
Un Comité Ejecutivo General integrado por un Secretario General y 5 secretarios, 36 dirigentes regionales, 68 funcionarios que representan a las secciones, 5 consejeros sindicales, 86 integrantes de las comisiones nacionales mixtas, 162 comisionados nacionales y 12 comisionados adscritos.  El Comité Ejecutivo General dura un período de 6 años y solo puede reelegirse por un período más.
Los secretarios generales:
| Secretario general        | Período                                           |
| ------------------------- | ------------------------------------------------- |
| Eduardo Soto Innes        | 1944                                              |
| Candelario Pérez Malibrán |                                                   |
| Ignacio Pacheco León      |                                                   |
| Alejandrino Posadas       |                                                   |
| Joaquín Hernández Galicia | 15 de diciembre de 1961 - 18 de diciembre de 1964 |
| Rafael Cárdenas Lomelí    | 1964 - 1967                                       |
| Samuel Terrazas Zozaya    | 1967 - 1970                                       |
| Salvador Barragán Camacho | 1970 - 1973                                       |
| Sergio Martínez Mendoza   | 1973 - 1976                                       |
| Heriberto Kehoe Vincent   | 1976 - 28 de febrero de 1977                      |
| Ricardo Camero Cardiel    | 1977                                              |
| Óscar Torres Pancardo     | 1977 - 1979                                       |
| Salvador Barragán Camacho | 1979 - 1984                                       |
| José Sosa Martínez        | 1984 - 1987                                       |
| Salvador Barragán Camacho | 1987 - 10 de enero de 1989                        |
| José Melendez Maranto     | 16 de enero de 1989 - 2 de febrero de 1989        |
| Sebastián Guzmán Cabrera  | 2 de febrero de 1989 - 1993                       |
| Carlos Romero Deschamps   | 25 de junio de 1993 - 16 de octubre de 2019       |
| Manuel Limón Hernández    | 16 de octubre de 2019 -25 de febrero de 2022      |
| Ricardo Aldana Prieto     | 25 de febrero de 2022-                            |

Hay 36 Secciones, cada una con un Comité Ejecutivo Local encabezado por un Secretario General de Sección, con un alcance sólo dentro del territorio de la sección:
- STPRM Sección 01 Ciudad Madero, Tamaulipas
- STPRM Sección 03 Altamira, Tamaulipas.
- STPRM Sección 08 San Luis Potosí , S. L. P..
- STPRM Sección 09 Veracruz, Veracruz.
- STPRM Sección 10 Minatitlán, Veracruz.
- STPRM Sección 11 Nanchital, Veracruz.
- STPRM Sección 13 Cerro Azul, Veracruz.
- STPRM Sección 14 Ciudad Pemex, Tabasco.
- STPRM Sección 15 Ciudad Mendoza, Veracruz.
- STPRM Sección 16 Cuichapa, Veracruz.
- STPRM Sección 21 Ciudad Camargo, Chihuahua.
- STPRM Sección 22 Agua Dulce, Veracruz.
- STPRM Sección 23 Minatitlán, Veracruz; San Francisco de Campeche, Campeche; Progreso, Yucatán.
- STPRM Sección 24 Salamanca, Guanajuato.
- STPRM Sección 25 Ciudad Naranjos, Veracruz.
- STPRM Sección 26 Las Choapas, Veracruz.
- STPRM Sección 29 Comalcalco, Tabasco
- STPRM Sección 30 Poza Rica de Hidalgo.
- STPRM Sección 31 Coatzacoalcos, Veracruz.
- STPRM Sección 33 Tampico, Tamaulipas.
- STPRM Sección 34 Oficinas Centrales, México DF.
- STPRM Sección 35 Tula de Allende, Hidalgo, Azcapotzalco, México DF.
- STPRM Sección 36 Monterrey, Nuevo León, Reynosa, Tamaulipas
- STPRM Sección 38 Salina Cruz, Oaxaca.
- STPRM Sección 39 Huauchinango, Puebla.
- STPRM Sección 40 Tepic, Monterrey, Aguascalientes, Gómez Palacio, Puebla, etc.
- STPRM Sección 42 Ciudad del Carmen, Campeche.
- STPRM Sección 43 Santa María la Ribera, Ciudad de México
- STPRM Sección 44 Villahermosa, Tabasco.
- STPRM Sección 45 Hospital Central Norte (México, D.F.),
- STPRM Sección 46 Texmelucan, Puebla.
- STPRM Sección 47 Ciudad del Carmen, Campeche.
- STPRM Sección 48 Reforma, Chiapas.
- STPRM Sección 49 Cadereyta Jiménez, Nuevo León.
- STPRM Sección 50 Dos_Bocas, Tabasco.
- STPRM Sección 51 Tuxpan, Veracruz.
- STPRM Sección 52 Guadalajara.